# 광붕괴
광붕괴(photodisintegration)란 핵이 고에너지 감마선을 흡수해 들뜬 핵이 되고, 양성자나 중성자 같은 것을 방출하는 것이다. 쌍불안정형 초신성에서 일어난다.

## 같이 보기
- 쌍불안정형 초신성
- 규소 연소 과정